# L'Orient-Le Jour
L'Orient-Le Jour (El Oriente-La Jornada en español) es un periódico en francés del Líbano. Posee una edición en inglés, L'Orient Today.

## Historia
L'Orient-Le Jour se publicó por primera vez el 15 de junio de 1971, tras la fusión de dos diarios libaneses en francés, L'Orient (fundada en Beirut en 1924 por Gabriel Khabbaz y Georges Naccache) y Le Jour (fundada en 1934 por Michel Chiha).
Entre 1970 y 1975 uno de sus contribuyentes fue Samir Frangieh. Durante la guerra civil libanesa, el ejército sirio de ocupación cerró el periódico durante un breve período en 1976, pero el periódico reanudó su publicación después. El redactor jefe de L'Orient-Le Jour, Eduard Saab, fue asesinado el 16 de mayo de 1976.
El periódico cubre política, noticias locales e internacionales, finanzas y economía, cultura, entretenimiento y deportes. Según Arab Press Network, una rama de la Asociación Mundial de Periódicos y Editores de Noticias (WAN-IFRA), es el único periódico francófono existente en el Líbano y es «partidario de una línea liberal y de tendencia cristiana».
El artículo es publicado por la Société de presse et d'éditions SAL, que también publicó la revista de negocios Le Commerce du Levant.

## Propiedad
Los principales accionistas de L'Orient-Le Jour son el exministro Michel Eddé y sus nietos (38 por ciento), el grupo Choueiri (22,7 por ciento) y la familia del exministro Michel Pharaon (15,49 por ciento). Las acciones de este último se distribuyen de la siguiente manera: Pharaon posee directamente el 2,6 por ciento de las acciones, su hermana Nayla De Freige posee el 1,7 por ciento, Pharaon Holding SAL tiene el 11 por ciento y Libano-Suisse Insurance Consulting tiene el 0,2 por ciento. No se han puesto a disposición del público todos los accionistas, que representan el 23,8% de la propiedad.